# Élections constituantes de 1945 dans le Calvados
Les élections constituantes françaises de 1945 se déroulent le 21 octobre.

## Mode de scrutin
Les députés sont élus selon le système de représentation proportionnelle suivant la règle de la plus forte moyenne dans le département, sans panachage ni vote préférentiel.
Il y a 586 sièges à pourvoir.
Dans le département du Calvados, cinq députés sont à élire.

## Élus
Les cinq députés élus sont : 
| Identité             | Parti | Parti |
| -------------------- | ----- | ----- |
| Jean-Marie Louvel    |       | MRP   |
| Georges Lemarchand   |       | MRP   |
| Philippe Livry-Level |       | MRP   |
| Joseph Laniel        |       | AD    |
| Adrien Rophé         |       | SFIO  |

## Résultats

### Résultats à l'échelle du département
| Liste (parti)  | Liste (parti)                                    | Tête de liste     | Résultats | Résultats | Sièges | Sièges |
| Liste (parti)  | Liste (parti)                                    | Tête de liste     | Voix      | %         |        |        |
| -------------- | ------------------------------------------------ | ----------------- | --------- | --------- | ------ | ------ |
|                | Mouvement républicain populaire                  | Jean-Marie Louvel | 83 328    | 49,26     | 3      |        |
|                | Alliance démocratique                            | Joseph Laniel     | 29 022    | 17,16     | 1      |        |
|                | Section française de l'Internationale ouvrière   | Adrien Rophé      | 25 028    | 14,80     | 1      |        |
|                | Parti communiste français                        | André Lenormand   | 20 933    | 12,37     | -      |        |
|                | Parti républicain, radical et radical-socialiste | Léonard Gille     | 10 856    | 6,42      | -      |        |
|                |                                                  |                   |           |           |        |        |
| Inscrits       | Inscrits                                         | Inscrits          | 221 745   | 100,00    | 5      |        |
| Votants        | Votants                                          | Votants           | 175 732   | 79,25     |        |        |
| Blancs et nuls | Blancs et nuls                                   | Blancs et nuls    | 6 565     | 3,74      |        |        |
| Exprimés       | Exprimés                                         | Exprimés          | 169 167   | 96,26     |        |        |